# Sceptonia pilosa
Sceptonia pilosa är en tvåvingeart som beskrevs av Bukowski 1934. Sceptonia pilosa ingår i släktet Sceptonia, och familjen svampmyggor. Arten är reproducerande i Sverige.